# Леш Федір Олександрович
Федір Олександрович Леш (1840–1903) — лікар, бактеріолог, паразитолог, терапевт. Професор Київського університету. Уперше у світі описав збудника амебіазу.

## Біографія
Народився в сім'ї успішного аптекаря німецького походження. Мав брата Олександра. Закінчив Медико-хірургічну академію 1863 року. У 1866 році захистив докторську дисертацію на тему тромбоемболії та інфаркту легеневої артерії. 1871 року обраний доцентом, працював під керівництвом Едуарда Ейхвальда. З 1872 року читав курс діагностики на Жіночих лікарських курсах, працював терапевтом у Миколаївському військовому шпиталі. З 1885 року — професор,  завідувач кафедри лікарської діагностики медичного факультету Київського університету. У 1897 році вийшов на пенсію.
Був одним з ініціаторів та керівників створення в 1895 році при Товаристві київських лікарів хіміко-мікроскопічного кабінету.

## Наукові дослідження
Досліджував мікроорганізмів у фекаліях пацієнтів. Опублікував більше 20 наукових статей з мікробіології та  загальної патології. 
У 1873 році Федір Леш уперше у світі виявив у випорожненнях хворих із тривалим проносом амебу Entamoeba histolytica, надав перший морфологічний опис вегетативної стадії амеби з фагоцитованими еритроцитами (еритрофаг), докладно описав патологоанатомічні зміни кишечника при амебіазі. Для доказу патогенної ролі амеби він провів експериментальне зараження собак, описав розвиток у них клінічних проявів амебіазу і знайшов у випорожненнях паразитів, за будовою і типом руху аналогічних амебам, виділених ним від хворого. У 1875 році було надруковано його статтю про це. На той час збудники дизентерії не були відомі, а більшість лікарів вважали кишкові захворювання незаразними, тому відкриття мало велике значення у профілактиці і лікуванні амебіазу і колітів.
Також Леш детально вивчав Balantidium coli, Giardia lamblia і Blastocystis hominis, брав участь у мікробіологічних дослідженнях та лікуванні холери.
У 1893 році Федір Леш разом із професором Володимиром Підвисоцьким брав участь в експерименті на собі студента Данила Заболотного з дослідження оральної протихолерної вакцини.
Садиба Леша в Києві була відносно скромною порівняно з іншими лікарями, її вартість у 1890-х роках оцінювалася в 4 тисячі рублів

## Наукові праці
- Lösch, F. (1875). Massenhafte Entwickelung von Amöben im Dickdarm. Virchow's Archiv. 65: 196—211.
- Loesch, F. M. (1875). Entw. Amoeben im Dickdarm. Arch. f. Path,. Anat. 198.
- Lösch, F. (1881). Über die nach Einwirkung abnormer Reize in der Magenschleimhaut eintretenden pathologisch-anatomischen Veränderungen. Allg. Wien. med. Ztg. 50/52.

## Вшанування пам'яті
У 1975 році у Мексиці відбулася міжнародна конференція з паразитології, присвячена сторіччю відкриття Федора Леша.